# Max Peters (Komponist, 1849)
Max Peters (* 16. Oktober 1849 in Arendsee (Altmark); † 14. Februar 1927 in Berlin) war ein deutscher Komponist, Organist und Klaviervirtuose.

## Leben und Wirken

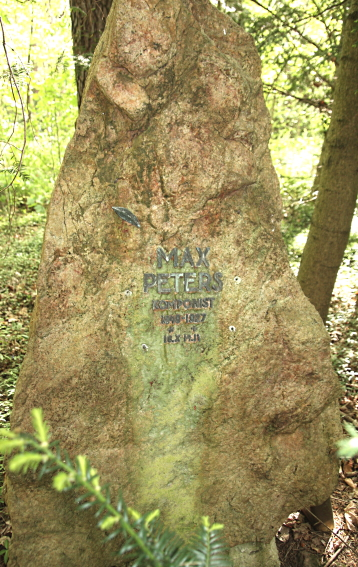
Grab auf dem Südwestkirchhof Stahnsdorf

Von 1864 bis 1867 besuchte er zunächst die Schneidersche Musikschule in Dessau. Es folgte eine Orgelausbildung bei August Gottfried Ritter in Magdeburg und Studium an der Neuen Akademie für Tonkunst in Berlin bei Theodor Kullak (Klavier) und bei Richard Wüerst (Komposition). Nach ausgedehnten Konzertreisen war er von 1883 bis 1893 in Pernau (Livland) als Städtischer Musikdirektor angestellt. 1894–1895 wirkte er als Theaterkapellmeister in Freiberg in Sachsen. 1896 wurde er als Dirigent der Moskauer Liedertafel nach Moskau berufen, wo er sich gleichzeitig als Dirigent des Deutschen Chorgesangvereins und als Organist an der St. Michaeliskirche betätigte. Während einer Schweizreise wurde er vom Ausbruch des Ersten Weltkriegs überrascht, so dass eine Rückkehr nach Moskau nicht mehr möglich war. Ab 1916 war er als Organist an der Melanchthonkirche in Berlin wirksam. Als Komponist schrieb er Lieder (Wald, Lurlei-Lieder, 5 baltisch-russische Dichtungen), Chöre (Weihe des Gesangs op. 58, zwei Rätseldichtungen op. 62), Instrumentalwerke sowie zwei Operetten.
Seine letzte Ruhestätte fand er auf dem Südwestkirchhof Stahnsdorf.